# Aloe capmanambatoensis
Aloe capmanambatoensis é uma espécie de liliopsida do gênero Aloe, pertencente à família Asphodelaceae.